# Pedro de Mendoza
Pedro de Mendoza o Pere de Mendoça segons algunes fonts, (?-1519) fou abat de Santes Creus des del 1479 fins a la seva mort i president de la Diputació del General en el trienni 1497-1500.
Fou abat de Santes Creus entre el 14 de setembre de 1479 i el 20 d'abril de 1519, gairebé quaranta anys. Durant el seu dilatat abadiat impulsà el redreçament del monestir que al llarg del segle xv quasi s'havia arruïnat per la guerra civil catalana i les crisis per les plagues i les pestes. Va estar vinculat a Ferran el Catòlic des que aquest era petit, quan Joana Enríquez el va tenir al seu servei. President de la Generalitat de Catalunya circumstancial en el període 1497 – 1500, fou nomenat el 23 de setembre de 1497) i jurà el càrrec el 10 d'octubre. El 22 de juliol, dia tradicional de l'elecció de diputats, havia estat elegit Diomedes de Vilaragut i Pardo de la Casta, castellà d'Amposta i cavaller de l'Orde de Sant Joan de Jerusalem, però després de dos mesos de la seva elecció no s'havia presentat a jurar el càrrec i, segon les normes del nou mètode d'insaculació calia triar un altre que estigués present al territori.